# Банка Высокая
Высокая — подводная банка на южной окраине дуги Южных Сандвичевых островов к юго-западу от архипелага Саутерн-Туле. Координаты — 59° 42΄ ю. ш. 27° 51΄ з. д.
Банка открыта советским исследовательским судном «Александр Торцев» в 1978 году. Название получила из-за своей формы. Она имеет вулканическое происхождение. В состав банки входит подводный комплекс вулканов, включая кальдеры Адвенчур (Adventure Calder) и Кемп (Kemp Calder), подводные горы Кемп и Нельсон, а также несколько небольших подводных гор. Названия гор Кемп и Нельсон являются неофициальными. Они даны по фамилиям двух исследователей, открывших их в 1931 году.
Кальдера Арвенчур образует восточную часть комплекса. На западе подводная гора Кемп образована конусообразным вулканом с кальдерой. Гидротермальная активность обнаружена в обеих кальдерах.
Диаметр кальдеры Кемп — 4,3 км. Сложена базальтами и базальтовыми андезитами. В кальдере Кемп на глубине 1375—1487 м расположены серные и ангидритовые кратеры, которые выделяют богатые сульфидами жидкости с температурой до 212 ° C. В гидротермальных кратерах этой кальдеры обитает 12 таксонов животных. В сообществах преобладают крупные моллюски семейства Vesicomyidae, морские анемоны семейства Actinostolidae, морские пауки рода Sericosura и брюхоногие из семейств Lepetodrilidae и Cocculinidae.